# Петър Станчев
 Тази статия е за революционера.  За учителя вижте Петър Станчов.  
Петър Станчев с псевдоними Асенов и Вола е български революционер, деец на Вътрешната македонска революционна организация.

## Биография
Петър Станчев е роден на 6 април 1893 година в Берковица. От малък живее в София и завършва Втора мъжка гимназия. През 1911 година за кратко е върховистки четник в Македония, след което се завръща в София и завършва средното си образование. При избухването на Балканската война в 1912 година е доброволец в Македоно-одринското опълчение в четата на Борис Илиев. През 1914 година завършва школата за запасни офицери в София и по време на Първата световна война е командир на рота в Македония.

След възстановяването на ВМРО от Тодор Александров Петър Станчев се включва в дейността ѝ, като в това време другарува с Дончо Чупаринов от Панагюрище. През 1920-1921 е в четата на Тодор Александров, действаща в Кратовско и Щипско. Оттогава Иван Михайлов си спомня за него: 
| „ | Рядко са хората тъй беззаветно отдадени на македонското освободително движение. Той бе горд да върши всякаква работа, стига да е от полза на делото. Кръстосваше из Македония с месеци. Не помня Станчев да е казвал, че някоя задача не е по неговите сили или по вкуса му. Бе истински хъш, беззаветно предан на Македония. Винаги бе усмихнат, не го видях пред нищо изплашен, пред нищо смутен или без настроение. | “ |

През 1924 година Петър Станчев е секретар на скопската чета на Лазар Дивлянски, която води голямо сражение на 22 септември при село Колицко. След смъртта на Лазар Дивлянски Петър Станчев е назначен за скопски войвода, но през ноември се прибира в България. Петър Станчев е отговорен за охраната на конгреса на ВМРО в Сърбиново през февруари 1925 година, след което е назначен за Велешки околийски войвода. Заедно с Дончо Чупаринов подготвя Менча Кърничева за изпълнение смъртната присъда над Тодор Паница. Тя си спомня за него:
| „ | Смел, идеалист, беззаветно предан на освободителното дело. Станчев бе прекрасен човек и другар. С неговата смърт Радко (Иван Михайлов) загуби дясната си ръка, един от най-добрите си помощници и другари. | “ |

Петър Станчев загива с част от четата си в сражение със сръбски войски в Тиквешко на 6 август 1925 година, а телата им са погребани на неизвестно място от сръбските власти. Вестник „Свобода или смърт“ пише:
| „ | Ние го почитахме, ние го обичахме докато бе между нас. Но той беше от онези, които не понасят ни похвали, ни признание за заслугите му, нито морални отличия. И никой не му каза какво представляваше той за голямата кауза на Македония, кое беше мястото, което той заема в редовете на пионерите на тая кауза. Сега той вече не е на тоя свят и ние, коленичили пред неговата свята памет, признаваме: Ние сме много, но хора като Петър ние познаваме и виждаме само във фалангата на големите македонски дейци от миналото. | “ |

## Памет
На Петър Станчев е наречена улица в квартал „Лозенец“ в София (Карта).